# Moyrazès
Moyrazès è un comune francese di 1 149 abitanti situato nel dipartimento dell'Aveyron nella regione dell'Occitania.

## Società

### Evoluzione demografica
Abitanti censiti